# Call centrum
Call centrum je místo, kde jsou shromažďovány požadavky vyřizované za pomocí telefonu. Call centrum je obvykle oddělení v rámci společnosti, která určuje jeho zaměření a strategii. Tato agenda může být ale i outsourceována do specializované firmy. V rozšířeném pojetí se mimo telefonu používá i dalších přístupových kanálů, jako je například e-mail, fax nebo SMS zprávy. V tom případě hovoříme o kontaktním centru.
V call centru pracují operátoři, kteří jsou vybaveni technickými prostředky k vyřizování požadavků. Těmi jsou v minimální verzi telefonní přístroje a náhlavní soupravy. Sofistikovaná call centra však využívají celou škálu informačních technologií, jako například počítače spojené pomocí sítě LAN, podnikové aplikace typu CRM a hlasový přepínač zajišťující spojení podniku do telefonní sítě.

## Druhy call center
V posledních letech sílí snaha zvýšit kvalitativní výsledky call center, namísto pouze kvantitativních. To znamená, že moderní společnosti opouštějí model, kdy cílem bylo obsloužit co nejvíce zákazníků, za co nejkratší dobu. Díky novým technologiím je možné nabízet mnohem větší škálu služeb. Takto lze rozdělit call centra na:
- Informační call centra - vyřizující pouze požadavky na získání informací, jako například informace pro veřejnost, či informace o telefonních číslech.
- Servisní call centra - specializovaná na předprodejní i poprodejní péči. Příkladem může být technická podpora.
- Transakční call centra - realizující požadované operace. Typickým příkladem je telebanking či internet banking.
- Prodejní call centra - která mohou být buď aktivní či pasivní. U aktivního telemarketingu operátoři volají potenciální zákazníky a přesvědčují je ke koupi produktu či služeb; u pasivní zvedají volání zákazníků a např. vyřizují objednávky po telefonu.

S rozmachem internetu lze rovněž call centra rozdělit na:
- Dedikovaná call centra - tedy fyzické lokality, obvykle v podobě otevřených kanceláří
- Virtuální call centra - kdy jednotliví agenti jsou spojeni se systémem pomocí internetu. V takovém případě jsou agenti mimo prostory společnosti a k práci používají systémy založené na modelu SaaS, tedy Software as a Service

## Technologie
Základ celé technologické architektury call center tvoří hlasový přepínač. Toto zařízení zároveň slouží jako vstupní bod do systému z veřejné telefonní sítě (PSTN). V minulosti se jednalo především o pobočkové ústředny PBX. S rozvojem osobních počítačů vznikla snaha spojit analogovou a digitální rovinu a do call center se začalo instalovat CTI, tedy systém propojující telefony s počítačovými prostředky call centra.

## Role v call centru
V běžném call centru se vyskytuje několik pracovních rolí:
- Agenti – pracovníci vyřizující požadavky klientů, někdy nazývání operátoři
- Supervizoři – přímí nadřízení agentů, mající na starosti jejich motivaci. Mají také ale zodpovědnost za výsledky svého týmu.

Souhrnně se jim též říká pracovníci informačních služeb.

## Kontroverze
V call centrech bývá jedna z největších fluktuací lidí – až 40 % z nich „nepřežije“ první dva měsíce. Je běžné, že operátory tvoří z velké části studenti a brigádníci. Zejména call centra aktivního telemarketingu se potýkají s řadou kontroverzí. Aktuálně.cz v lednu 2014 vydal sérii článků o poměrech operátorů call center v Česku. Respondenty byli Roman Šťastný a Tomáš Růžička, kteří v rámci své práce, péčí o zákazníky, navštěvovali řadu call center a získali tak z první ruky zkušenosti o tamějších podmínkách. Mezi nejostentativnější příklady patří postihy za nízké kvóty – třeba práce ve stoje, přesčas zadarmo, de facto věznění operátorů v práci do doby, než splní svůj cíl; nehrazená povinná práce o víkendech nebo práce ve spodním prádle, dokud něco neprodají. Dále vstupní smlouva za hranicí etiky, například souhlas s vyplacením penále za odchod dříve než do půl roku. Další nekalé praktiky, které proti sobě rozeštvávaly zaměstnance, zahrnovaly například „tabuli ostudy“ se jménem nejhoršího prodejce nebo časté „selekce“ – hlasování o tom, koho mezi sebou operátoři nechtějí, kterýžto člověk je následně vyhozen. Též byly zmíněny pokuty za odchod na toaletu, buď podmiňované úspěšným hovorem, nutnost to předem oznamovat (často za ponižujících podmínek), a při odskočení si bez povolení doprovázené sprškou nadávek a pokutou. Tyto pokuty, nezřídka drakonicky přísné až absurdní, bývají jak za několikaminutové pauzy za den, tak za příliš krátké nebo naopak příliš dlouhé hovory, nezmínění nějaké věty ze vzoru i za menší prohřešky.
Zpráva o call centerech v Indii z roku 2005 práci operátorů přirovnává k novodobému otroctví.